# Кузяево (Волоколамский район)
Кузяево — деревня в Волоколамском районе Московской области России.
Относится к Теряевскому сельскому поселению, до муниципальной реформы 2006 года относилась к Чисменскому сельскому округу. Население — 49 чел. (2010).

## География
Деревня Кузяево расположена на правом берегу реки Большой Сестры (бассейн Иваньковского водохранилища), примерно в 17 км к северо-востоку от города Волоколамска. В деревне три улицы — Дорожная, Ключевая и Панфиловская, зарегистрировано 4 садовых товарищества. Ближайшие населённые пункты — деревни Темниково, Житино, Поречье и село Ильинское. Связана автобусным сообщением с райцентром.

## Население
| 1852 | 1859 | 1890 | 1899 | 1926 | 2002 |
| ---- | ---- | ---- | ---- | ---- | ---- |
| 414  | ↘411 | ↗493 | ↘410 | ↗454 | ↘17  |
| 2006 | 2010 |      |      |      |      |
| ↗25  | ↗49  |      |      |      |      |

## История
В «Списке населённых мест» 1862 года Кузяева — казённая деревня 1-го стана Клинского уезда Московской губернии по левую сторону Волоколамского тракта, в 39 верстах от уездного города, при реке Сестре, с 65 дворами и 411 жителями (191 мужчина, 220 женщин).
По данным на 1890 год входила в состав Калеевской волости Клинского уезда, число душ составляло 493 человека.
В 1913 году — 84 двора, 7 бумаго-ткацких фабрик.
В 1917 году Калеевская волость была передана в Волоколамский уезд.
По материалам Всесоюзной переписи населения 1926 года — центр Кузяевского сельсовета Калеевской волости Волоколамского уезда, проживало 454 жителя (214 мужчин, 240 женщин), насчитывалось 86 крестьянских хозяйств.
С 1929 года — населённый пункт в составе Волоколамского района Московской области.